# Pinheiro (São Tomé)
Pinheiro ist ein Berg auf der Insel São Tomé im Inselstaat São Tomé und Príncipe.

## Geographie
Der Pinheiro ist einer Gipfel im zentralen Bergmassiv der Insel. Er erreicht laut GeoNames eine Höhe von 1306 m (wobei die Marke willkürlich gesetzt erscheint; der Gipfel hat laut Google Maps eine Höhen von über 1580 m). Zum Pico de São Tomé steigt das Gelände nach Westen noch einmal stark an. Weitere namhafte Gipfel der Umgebung sind Pico Charuto (S, 1126 m), Pico Ana de Chaves (SW, 887) und Calvário (O, 1225 m).